# Bryocodia
Leuconycta là một chi bướm đêm thuộc họ Noctuidae.